# Elatostema gungshanense
Elatostema gungshanense es una especie de planta del género Elatostema, perteneciente a la familia Urticaceae.

## Taxonomía
Elatostema gungshanense fue descrita por Wen Tsai Wang en 1988.

## Distribución
Se encuentra en el territorio centro-sur de China y el Tíbet.